# Demeures historiques et Jardins
Demeures historiques et Jardins est une revue d’histoire de l’art belge consacrée au patrimoine historique immobilier ainsi qu’à l’art et à l’histoire des jardins.

## Histoire
Organe de l’Association royale des demeures historiques et jardins de Belgique , la publication trimestrielle Demeures Historiques et Jardins (ou Demeures Historiques & Jardins) a été fondée en 1969, en particulier par le chevalier Joseph de Ghellinck d’Elseghem et surtout par Madame Bouvy Coupery de Saint Georges qui allait en être la grande animatrice et l’âme jusqu’au numéro 80 (décembre 1988) .
La revue changea deux fois de nom : fondée sous le nom La Maison d’Hier et d’Aujourd’hui, elle fut rebaptisée Maisons d’Hier et d’Aujourd’hui en mars 1981 (n° 49); elle est publiée sous son titre actuel depuis le numéro 141 (mars 2004).
Dès le numéro 21 (mars 1974), une collaboration fut négociée avec la Nederlandse Kastelenstichting (Fondation néerlandaise des châteaux), plus tard remplacée par la Stichting tot behoud van Particuliere Historische Buitenplaatsen (Fondation PHB) ; grâce à plusieurs collaborateurs dont Heimerick Tromp et Ronald van Immerseel, les Pays-Bas livrèrent ainsi au moins un article par numéro jusqu’en mars 2011 (numéro 169) . Il y eut entretemps quelques articles sporadiques sur des châteaux luxembourgeois ; depuis le numéro 173 (avril 2012), Demeures Historiques et Jardins a conclu un accord avec l’Association des châteaux luxembourgeois afin que la revue propose régulièrement un article sur un château du Grand-Duché.
À l’heure actuelle (n° 212, décembre 2021), Demeures Historiques et Jardins est l’une des rares publications belges à être encore éditée en français et en néerlandais[réf. nécessaire] , les deux principales langues nationales de Belgique.
Le contenu de cette revue (partiellement) scientifique, dont le but est d’informer les membres de l’Association royale des demeures historiques de Belgique, propose des articles de fond – plusieurs d’entre eux étant les premiers (voire les seuls) articles jamais publiés à propos de certains châteaux, de certains jardins ou encore sur divers sujets  – ainsi que des interviews, le compte rendu de l’assemblée générale annuelle et des rubriques diverses (« Lu pour vous », « Informations culturelles », « Avant – Après »).

## Rédacteurs en chef
| Numéros | Rédacteur en chef                               |
| ------- | ----------------------------------------------- |
| 1-27    | Marie-Louise Bouvy Coupery de Saint Georges (†) |
| 28-58   | Marie Fredericq-Lilar                           |
| 59-80   | Olivier de Trazegnies                           |
| 81-94   | -                                               |
| 95-105  | Anne van Ypersele de Strihou                    |
| 106-117 | Olga Quarles van Ufford                         |
| 118-128 | Donatienne de Séjournet de Rameignies           |
| 129-132 | Marie-Paule Cantarella (†)                      |
| 133-134 | -                                               |
| 135-141 | Isabelle Schaffers                              |
| 142-143 | (Clélia de Lichtervelde)                        |
| 144-    | François-Emmanuel de Wasseige                   |

## Sélection d’auteurs
Les auteurs qui ont livré le plus d’articles à la revue sont : M.-L. Bouvy Coupery de Saint Georges (†), Jean van Cleven, Xavier Duquenne (†), Jean-Marie Duvosquel, Marie Fredericq-Lilar, Joseph de Ghellinck d’Elseghem (†), Emmanuel d’Hennezel, Ronald van Immerseel, Ghislaine Lemaigre, Marc Meganck, Olivier de Trazegnies, Heimerick Tromp, François-Emmanuel de Wasseige, etc.

## Numéros spéciaux
| Numéro | Date           | Thème                                                            |
| ------ | -------------- | ---------------------------------------------------------------- |
| 9      | mars 1971      | Année des châteaux en Belgique                                   |
| 27     | septembre 1975 | 1975, Année architecturale européenne                            |
| 31     | septembre 1976 | Jardins historiques en Belgique et aux Pays-Bas                  |
| 59     | septembre 1983 | Jardins historiques en Belgique et aux Pays-Bas                  |
| 63     | septembre 1984 | Architecture de l’entre-deux-guerres                             |
| 71     | septembre 1986 | Architecture rurale                                              |
| 80     | décembre 1988  | Escaliers et cages d’escaliers du Benelux                        |
| 89     | mars 1991      | La Fondation Roi Baudouin et le patrimoine culturel              |
| 100    | décembre 1993  | Iconographie                                                     |
| 112    | décembre 1996  | Patrimoine industriel                                            |
| 157    | mars 2008      | Jardins                                                          |
| 161    | mars 2009      | 75e anniversaire de l’Association ; 40e anniversaire de la revue |
| 183    | septembre 2014 | 1914-1918                                                        |
| 200    | décembre 2019  | 50e anniversaire de la revue                                     |

## Index
Deux index ont paru :
- 1 à 100 : Table générale des articles, index topographique, index des auteurs et index des architectes et architectes de jardins (Th. Coomans, 1994)
- 101 à 150 : Table générale des articles et index des noms d’auteurs (F.-E. de Wasseige, 2006)